# Flughafen Amritsar

i8
i11
i13
Der Flughafen Amritsar (englisch Amritsar Airport; auch Sri Guru Ram Das Jee International Airport) ist ein internationaler Flughafen ca. 11 km nordwestlich der Millionenstadt Amritsar im nordindischen Bundesstaat Punjab. Der zweitgrößte Flughafen Nordindiens ist nur etwa 15 km von der Grenze zu Pakistan und somit etwa 40 km von der Millionenstadt Lahore entfernt.

## Geschichte
Ein Flugfeld existiert schon seit den 1930er Jahren. In den 1950er Jahren ausgebaut, startete der erste internationale Flug nach Kabul im Jahr 1960. Im Jahr 1982 wurde eine Linienflugverbindung über Moskau nach Birmingham eröffnet.

## Verbindungen
Der Flughafen Amritsar wird von mehreren indischen Fluggesellschaften angeflogen. Es gibt Flüge zu zahlreichen nationalen (darunter Delhi, Mumbai, Kalkutta, Bengaluru, Patna u. a.) wie auch zu internationalen Zielen (Abu Dhabi, Dubai, Sharjah).

## Sonstiges
- Der Flughafen verfügt über eine Start-/Landebahn von 3658 m Länge und ist mit ILS ausgestattet.
- Betreiber ist die Bundesbehörde Airports Authority of India.